# Newburg (Dakota Północna)
Newburg – miasto w Stanach Zjednoczonych, w stanie Dakota Północna, w hrabstwie Bottineau.